# 季索比肯
48°4′20″N 22°53′46″E / 48.07222°N 22.89611°E
季索比肯（烏克蘭語：Тисобикень），是烏克蘭西部的村莊，隸屬外喀爾巴阡州的貝雷霍韋區。該村始建於1400年，面積9.1平方公里，海拔高度120米，2001年人口2,216，人口密度每平方公里243.5人。